# سعود عواد
سعود عواد السربل ، لاعب كرة قدم كويتي. يلعب مع نادي الجهراء.